# Convento di Nostra Donna
La chiesa e il convento di Nostra Donna sono sorti a Mondovì, in Piemonte, tra il 1470 ed il 1480 su di un antico oratorio in cui si venerava un'immagine miracolosa di Santa Maria delle Grazie, ed appartenevano all'ordine dei minori osservanti di San Francesco, detti, alla francese, di Nostra Donna.
La chiesa venne consacrata il 21 settembre 1535.

## L'architettura originaria
La chiesa originariamente aveva quattro navate, di cui una sopraelevata di due gradini rispetto alle altre, e l'ingresso posto verso levante. Era grande circa 47 per 21 metri.
Nel 1583 vi erano otto altari per parte con diritto di sepoltura da parte delle più eminenti famiglie di Mondovì.

## Le modifiche successive
Nel 1711-1712 fu creata la sagrestia nuova riducendo la lunghezza della navata di sinistra.
Nel 1740-1741 venne ricostruito il campanile eliminando una cappella della stessa navata. Entrambi gli interventi furono opera di Francesco Gallo. La volta della terza navata fu rifatta nel 1740 con sette arconi di sostegno esterni, quella della navata centrale nel 1761.
Nel 1764 vennero murati i sette archi della quarta navata, che rimase esclusa dall'edificio sacro e venne utilizzata per le sepolture. Rimasero solo quattro altari per parte, sopraelevati di un gradino rispetto alla navata centrale.
I lavori vennero a lungo osteggiati dalle famiglie nobili della città, che vedevano i loro altari tagliati fuori dalla chiesa.

## Il chiostro
Il convento aveva un chiostro interno di 127 metri quadrati, con un portico con pilastri ottagonali. Vi era anche un secondo chiostro esterno senza portico. Esso conteneva una ricchissima biblioteca, che venne dispersa dopo la spoliazione vandalica di Napoleone I. Nel chiostro era compresa la cappella di San Rocco delle Carceri.
Con l'arrivo di Napoleone la chiesa venne abbandonata e chiusa al culto, ed il convento trasformato in magazzino e stalla.

## Altre destinazioni d'uso
Nel 1825 il complesso divenne sede del liceo classico. I lavori di restauro stravolsero completamente l'edificio. La navata centrale e quella sinistra divennero un cortile. Sulla navata di destra e sulla quarta vennero costruite delle aule.

Dal presbiterio sopravvissuto ai lavori di restauro, dopo averne capovolto l'orientamento, venne ricavata la cappella attuale e parte della sagrestia. Gli arredi vennero venduti al pubblico incanto.

Il magnifico altare è ora conservato nella parrocchiale di Rocca de' Baldi, un paese limitrofo a Mondovì.
Resta la decorazione pittorica cinquecentesca rappresentante in due grandi affreschi l'adorazione dei Magi e dei pastori. La decorazione della volta venne ripresa a fine Ottocento dal pittore monregalese Nino Fracchia.
Negli anni Venti vennero riportati alla luce gli affreschi delle lunette del chiostro, rappresentanti la vita di san Francesco, dipinte da un ignoto monaco nel 1639, ma molti di essi erano state irrimediabilmente cancellati dalle scalpellature, dalle lapidi e dai busti apposti alle pareti del chiostro, divenuto ateneo della città. Sotto gli affreschi vi era una fascia affrescata, di cui si possono ancora vedere le vestigia, e gli stemmi dei donatori.